# مهرنشانی
مهرنشانی یا مهرشاهی، روستایی است از توابع بخش مرکزی شهرستان ششتمد استان خراسان رضوی ایران.

## جمعیت
این روستا در دهستان تکاب کوه میش قرار داشته و بر اساس سرشماری سال ۱۳۸۵ جمعیت آن ۲۸۵ نفر (۶۹ خانوار)
بوده است.